# Thomas Widdrington
Sir Thomas Widdrington, né vers 1600 et mort le 31 mai 1664, est un juge et homme politique anglais. Il prend part au gouvernement de l'Angleterre durant la période de la république issue de la guerre civile, et préside le parlement de 1656 sous le Protectorat d'Oliver Cromwell.

## Biographie
Diplômé de licence du Christ's College de l'université de Cambridge en 1621, il étudie le droit à Gray's Inn et est appelé au barreau en 1625. En 1631 il devient juge (recorder) à Berwick-upon-Tweed. En avril 1639 il est fait chevalier, et en 1640 il siège comme député de cette même ville au « Court Parlement » puis au « Long Parlement ». Il appartient à la faction dite parlementaire, celle des députés qui tentent de brider l'autoritarisme du roi Charles II. En 1644 il devient brièvement maire de Berwick, tout en demeurant député en pleine guerre civile entre parlementaires et royalistes. En 1647 il est commissionnaire parlementaire auprès de l'armée d'Oliver Cromwell. Il refuse toutefois de cautionner le procès orchestré par le « Parlement croupion » contre le roi, s'absentant de Londres et ne revenant siéger qu'après l'exécution de Charles. De février à décembre 1651 il est néanmoins membre du Conseil d'État, le comité exécutif qui gouverne le nouveau Commonwealth d'Angleterre - république sans chef d'État officiel mais où Cromwell exerce une influence prépondérante.
Durant le Protectorat (1653-1659), il représente la ville d'York au parlement de 1654 et le Northumberland à celui de 1656. Il préside ce dernier, à la satisfaction de Cromwell qui le nomme en juin 1658 premier baron de l'Échiquier, c'est-à-dire président de la cour de l'Échiquier (en). Il est fait membre du Conseil d'État qui gouverne l'Angleterre à partir de mai 1659, après la démission de Richard Cromwell et la fin du Protectorat. Il siège à nouveau pour la ville d'York au « Parlement de la Convention » de 1660 qui rétablit la monarchie. Il joue un rôle actif dans ce parlement, prenant part à la commission qui prépare la loi d'indemnité (en) pardonnant certains des participants à la guerre civile et au régime de l'« interrègne », et présidant la commission du budget en mai. Moins actif au « Parlement cavalier » qui débute en 1661, et où il représente Berwick, il meurt en mai 1664 en cours de mandat. Son unique fils Thomas étant décédé avant lui, mort d'une fièvre à l'âge de 20 ans, son héritage est divisé entre ses cinq filles et son frère. Il est inhumé à l'église de St Giles-in-the-Fields à Londres.